# Katarinensisch
Katarinensisch é um dialeto regional de origem alemã em Santa Catarina. O dialeto não possui nenhum status oficial. Cerca de 200 mil pessoas falam o dialeto, mas a maioria hoje em dia troca o dialeto para aprender o Hochdeutsch ou alemão oficial e também Alemão Hunsriqueano Brasileiro.